# 大其力縣
大其力縣（皇家轉寫：Tha Khi Lek；發音：[tʰâː.kʰîː.lèk]）為緬甸撣邦下轄的一個縣，其區域面積為3,919.4平方公里，2014年人口177,313人。县治大其力。

## 区划沿革
2014年，缅甸撤销孟帕亚县，孟帕亚镇区和勐永镇区划归大其力县管辖。
2022年4月30日，勐永镇区升格为勐永县。

## 行政区划
大其力縣下辖2个镇区：
- 大其力镇区
- 孟帕亚镇区